# أوقست إف. ماركوارت
أوقست إف. ماركوارت هو شخصية أعمال وسياسي أمريكي، ولد في 8 يناير 1850، وتوفي في 17 يناير 1920. نشط حزبياً في الحزب الجمهوري. وقد انتخب عضو جمعية ولاية ويسكونسن ‏.